# یوآنتی (قمر)
یوآنتی  (به انگلیسی: Euanthe)، یکی از ماه‌های مشتری است ابعاد آن ۳ کیلومتر، جرم آن ۰٫۰۰۴ ۵ ×۱۰۱۶ کیلوگرم و نیم‌قطر بزرگ آن ۲۰ ۴۶۴ ۸۵۴ کیلومتر است.این ماه در سال ۲۰۰۲ کشف شد.